# The Life of the World to Come
The Life of the World to Come è il dodicesimo album in studio del gruppo musicale statunitense The Mountain Goats, pubblicato nel 2009.
Il disco è composto da dodici tracce, ciascuna delle quali è ispirata ad un verso della Bibbia.

## Tracce
1. 1 Samuel 15:23 – 4:07
2. Psalms 40:2 – 3:13
3. Genesis 3:23 – 3:10
4. Philippians 3:20-21 – 3:03
5. Hebrews 11:40 – 2:48
6. Genesis 30:3 – 3:24
7. Romans 10:9 – 2:42
8. 1 John 4:16 – 3:09
9. Matthew 25:21 – 5:47
10. Deuteronomy 2:10 – 3:21
11. Isaiah 45:23 – 3:38
12. Ezekiel 7 and the Permanent Efficacy of Grace – 4:46